# Trono de plata de la reina Cristina

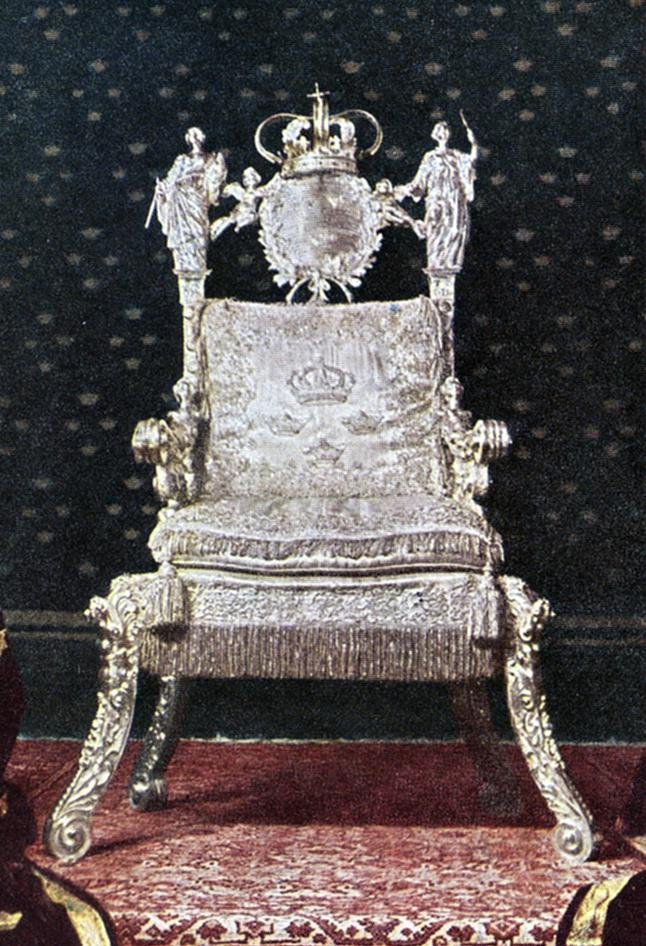
El trono de plata.

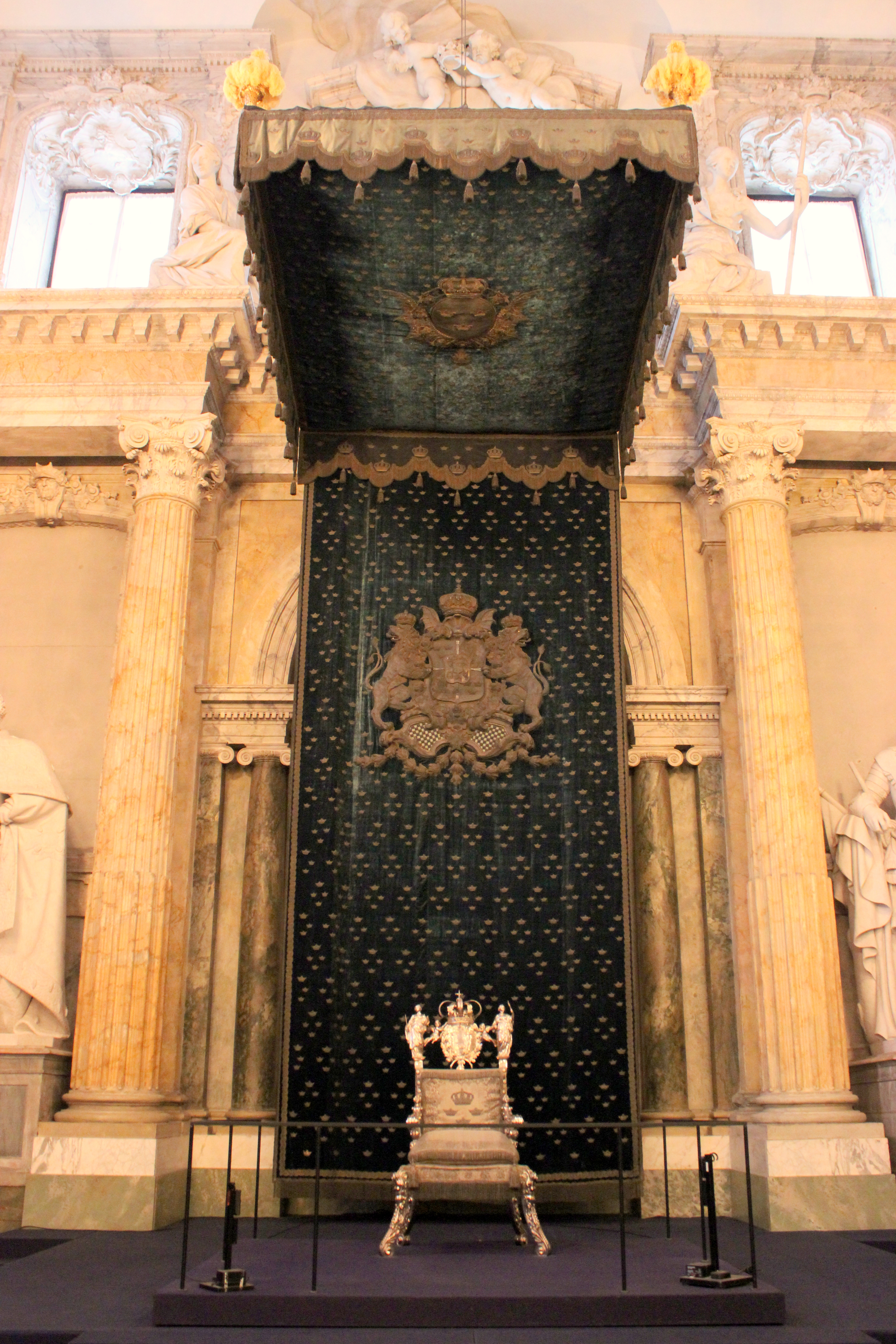
El trono con su dosel o baldaquino.

El trono de plata de la reina Cristina (en sueco: Drottning Kristinas silvertron) es el trono real sueco, utilizado para las ceremonias de coronación de los reyes de Suecia desde la reina Christina en 1650.

## Historia
El trono plateado fue hecho por Abram Drentwett de Augsburgo por encargo de Magnus Gabriel de la Gardie, quien lo donó a la reina Cristina de Suecia con motivo de su coronación en 1650. El trono fue colocado en la sala del trono del antiguo castillo de las Tres Coronas fue uno de los dos únicos muebles que se salvaron del desastroso incendio de 1697 que destruyó completamente el castillo. El trono se siguió utilizando para las ceremonias de coronación de todos los soberanos suecos y se mantuvo en el palacio de Wrangel. Cuando se completó el actual palacio real en Estocolmo y la familia real se mudó allí en 1754, el trono fue transportado aquí para continuar realizando su servicio de asiento simbólico del soberano del estado sueco.
Con el cambio en la ceremonia de apertura anual del parlamento sueco en 1975, el trono permaneció de facto sin usar. En la ceremonia de presentación oficial de la princesa Victoria como heredera del trono de Suecia en 1995, Carlos XVI Gustavo se sentó en un trono más pequeño al lado.

## El trono
El trono de Suecia está hecho de madera y completamente cubierto con placas de plata. El cojín del asiento también estaba hecho de tela plateada en el siglo XVIII. La silla tiene patas ligeramente más grandes en comparación con el tamaño de la silla, tanto para soportar el peso total del trono como para dar una mayor estabilidad a la estructura dado el respaldo alto decorado. En la parte posterior, encima de la silla, se encuentran las figuras de Justicia sosteniendo una espada y de Prudence sosteniendo un espejo en sus manos, virtudes que se consideran necesarias para el soberano. Dos putti sostienen una corona real debajo del cual estaba el monograma de la reina Cristina (dos "C" convertidas en espejo), que fue preservada tanto por Carlos XI como por Carlos XII, que tenían las mismas iniciales que el soberano, pero que en 1751 fue reemplazado por el símbolo genérico de la corona por el rey Adolfo Federico.
El trono se encuentra debajo de un dosel plateado que se menciona por primera vez en 1648. Probablemente fue bordado por el perlista francés Pierre Boucher, pero la tela original se ha perdido hoy, en 1655 se desgarró porque el soberano quería que se usara su tela para ser incluida en la cama nupcial del futuro Carlos X Gustavo y Eduvigis Leonor, y luego utilizado para la cuna bautismal de su hijo Carlos XI. Cuando Carlos XI fue coronado en 1675, sintió la necesidad de construir un nuevo dosel y se llamó a Georg Ulrich para restaurar la estructura en la forma original prevista para la coronación de la Reina Cristina.

## Réplicas
La belleza y singularidad de este trono llevó a la creación de al menos dos de sus réplicas utilizadas en el mundo del cine:
- En 1933, una de ellas se hizo fiel al original en la película "La reina Cristina" con Greta Garbo en el papel de la soberana.
- En la película Batman de 1989, el trono del Joker tiene características que recuerdan claramente al verdadero sueco.

## Galería

Fotografías
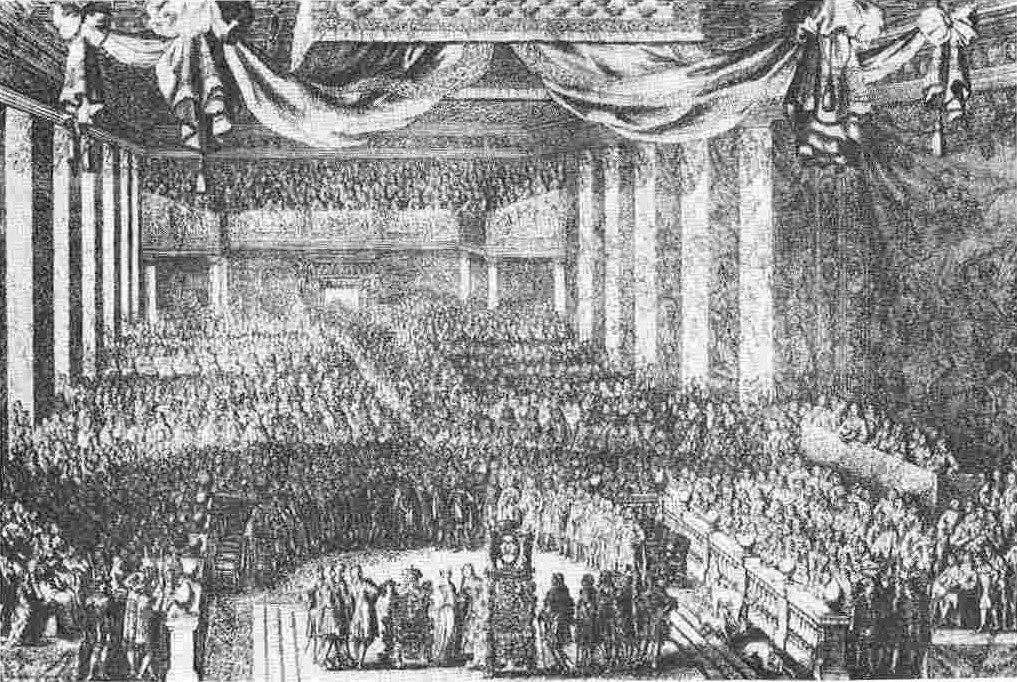
El trono de plata en el salón nacional del castillo de las Tres Coronas en la coronación de Carlos XI en 1672.
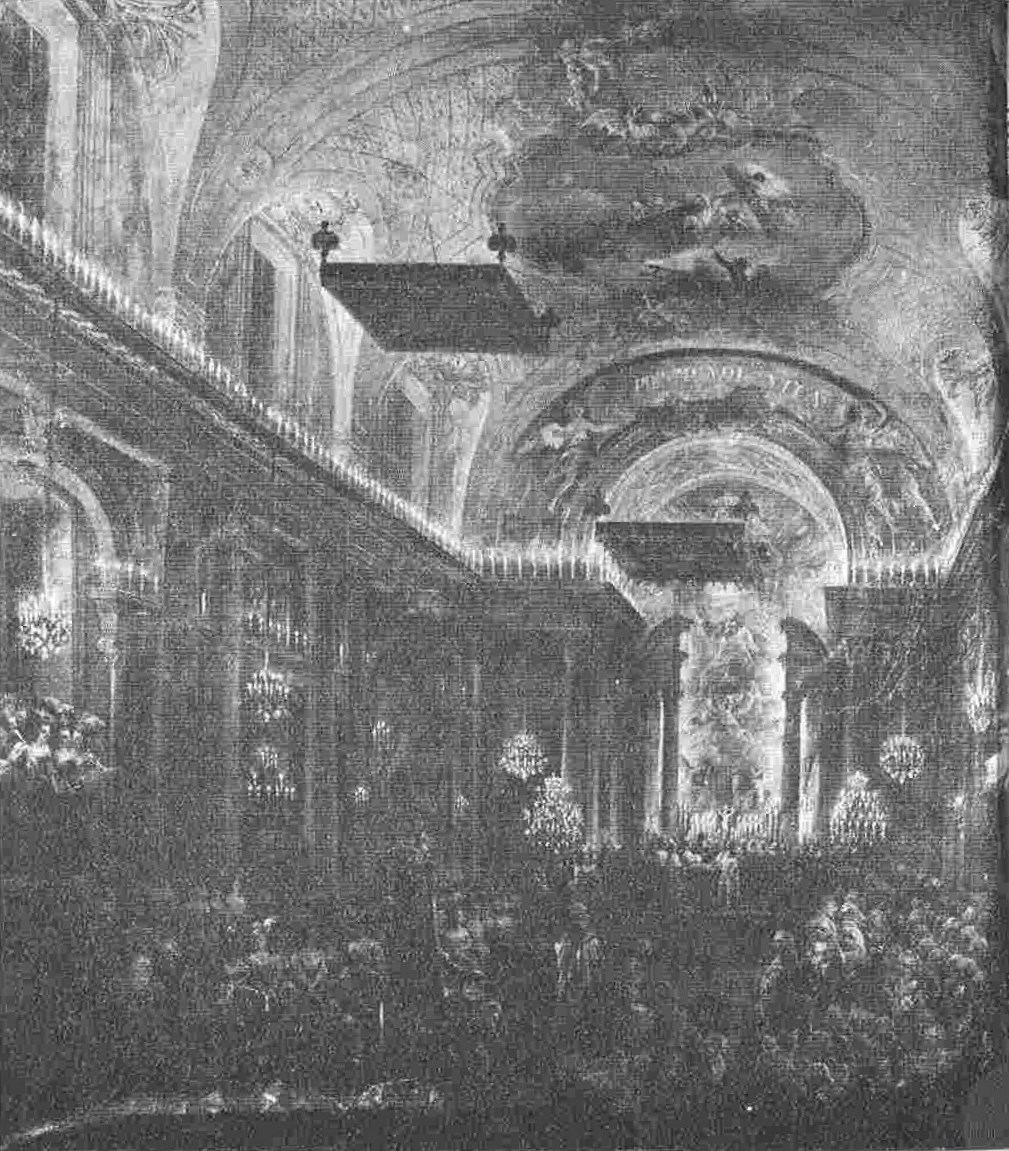
El trono de plata en El bautismo Gustav IV Adolfo, en la Iglesia del castillo.
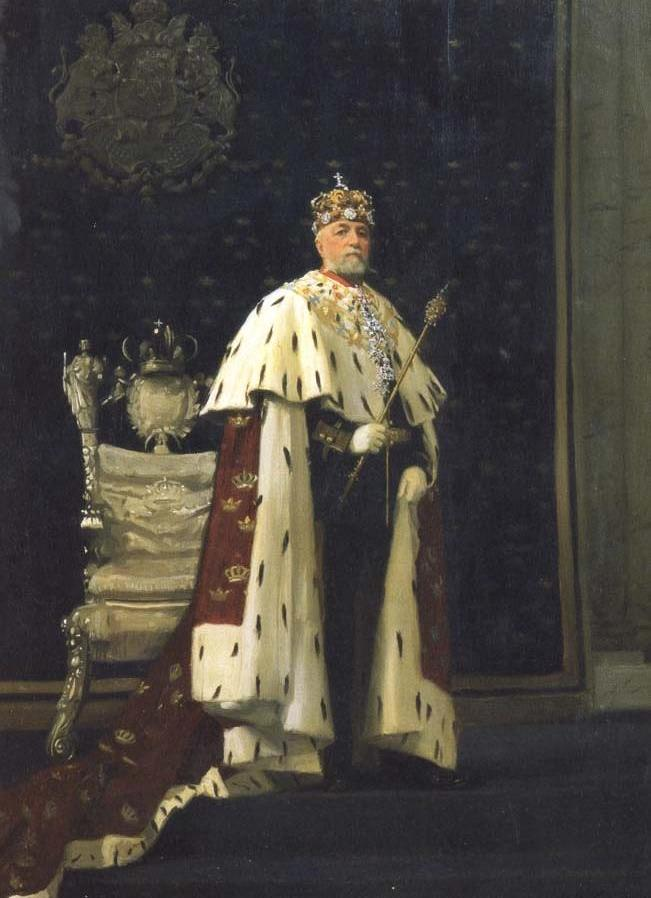
Oscar II y el Trono de plata a sus espaldas.